# Arnaldo de Via
Arnaldo de Via, noto anche come de Veza (Cahors, ... – Avignone, 24 novembre 1335), è stato un cardinale francese.
Era figlio di Pietro e di Maria Duèze e fratello del cardinale Giacomo de Via e nipote, per via materna, di Giacomo Duèze, che divenne papa con il nome di Giovanni XXII il 7 agosto 1316.

## Biografia

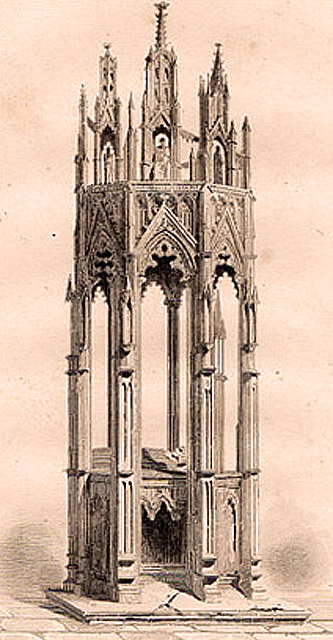
La tomba del cardinale Arnaldo de Via nella chiesa collegiale di Notre-Dame de Villeneuve-lès-Avignon.

Fu protonotario apostolico, poi arcidiacono di Fréjus e quindi prevosto a Barjols. Il 20 giugno 1317 fu creato cardinale dallo zio con il titolo di cardinale diacono di Sant'Eustachio. Nel 1333 creò la Collegiata di Villeneuve-lès-Avignon, la costruzione della cui chiesa collegiale aveva promosso personalmente. Partecipò al conclave del 1334 che elesse papa Benedetto XII. Scrisse numerose opere in onore della Beata Vergine Maria.
Morì ad Avignone il 24 novembre 1335 e la sua salma fu tumulata nella  chiesa collegiale di Notre-Dame de Villeneuve-lès-Avignon.